# 대월과 소월
대월(大月)과 소월(小月)은 달 개념이 있는 역법에서 일수가 많은 달(대월)과 적은 달(소월)을 말한다.

## 양력의 대월과 소월
양력에서 달의 길이는 천체 달의 차고 이지러짐과 상관없이 임의적으로 결정되지만, 그래도 대월과 소월이 구분되어 있는 경우가 많다.
그레고리력에서는 1월・3월・5월・7월・8월・10월・12월이 대월로 31일이고, 2월・4월・6월・9월・11월이 소월로 30일(2월은 28일 또는 29일)이다. 그레고리력의 원판인 율리우스력의 대월과 소월도 그레고리력과 같다. 그레고리력의 대소월은 태음력인 로마력의 대소월에서 유래한 것이지만 완전히 같지는 않다.
| 달                    | 1월  | 2월       | 3월  | 4월  | 5월  | 6월  | 7월  | 8월  | 9월  | 10월 | 11월 | 12월 |
| --------------------- | ---- | --------- | ---- | ---- | ---- | ---- | ---- | ---- | ---- | ---- | ---- | ---- |
| 로마력                | 29일 | 28일      | 31일 | 29일 | 31일 | 29일 | 31일 | 29일 | 29일 | 31일 | 29일 | 29일 |
| 율리우스력 그레고리력 | 31일 | 28일 29일 | 31일 | 30일 | 31일 | 30일 | 31일 | 31일 | 30일 | 31일 | 30일 | 31일 |

## 음력의 대월과 소월
음력에서는 달의 길이가 천체 달의 차고 이지러짐과 일치하도록 정해지기 때문에, 달 길이의 평균이 달이 차고 이지러지는 주기인 29.530589일에 수렴한다. 그래서 대월은 30일, 소월이 29일이고 그 비율은 거의 반반, 정확히는 53대 47로 정해진다.
로마력은 기원전 8세기경부터 고대 로마에서 사용하던 역법으로, 그 대소월은 위 표와 같았다. 로마력은 윤일이 적절히 삽입되지 않아 말기에는 1월이 가을에 오는 등 이상사태가 빚어졌고, 율리우스력으로 개력되었다.
2세기경 켈트족이 사용한 콜리니력의 대소월은 다음과 같았다.
| 그레고리력 | 1월       | 2월  | 3월  | 4월  | 5월  | 6월  | 7월  | 8월  | 9월  | 10월 | 11월 | 12월 |
| ---------- | --------- | ---- | ---- | ---- | ---- | ---- | ---- | ---- | ---- | ---- | ---- | ---- |
| 콜리니력   | 9월       | 10월 | 11월 | 12월 | 1월  | 2월  | 3월  | 4월  | 5월  | 6월  | 7월  | 8월  |
| 콜리니력   | 29일 30일 | 29일 | 30일 | 29일 | 30일 | 29일 | 30일 | 29일 | 30일 | 30일 | 29일 | 30일 |

이슬람권의 히즈라력에서는 홀수달이 대월, 짝수달이 소월로 번갈아 나타나게 되어 있다. 하지만 이렇게 되면 달의 평균일수가 29.5일에 약간 못 미치기 때문에 필요에 따라 짝수달도 대월이 되도록 조정한다.
동양권에서 전통적으로 사용해온 중국력에서는 기본적으로 항상 삭(朔)이 음력 1일(초하룻날)이 되도록 정해진다. 삭망월이 항상 29.530589일이라면 대월과 소월은 대체로 번갈아 나타나다가 16.346개월마다 한 번씩 대월이 두 번 연달아 나오게 된다. 이를 대월이 두 번 연달아 나온다 하여 연대배치법(連大配置法)이라 한다. 고대에 행해지던 평삭법은 이와 같이 삭망월이 일정하다고 가정하고 있었다. 하지만 실제로는 29.530589일이란 평균치일 뿐이고, 삭망월은 연간 변동치 및 불규칙 변동치가 있다. 그래서 대소월의 출현 패턴은 훨씬 복잡해져서, 후기에 가면 대월은 최대 4연속, 소월은 최대 3연속 출현하는 대사소삼(大四小三) 시스템이 되었다.
당나라 때 인덕력을 작성한 이순풍의 제안에 따라, 대월이 4번 연속되는 대사는 불길한 것으로 여겨져 대소월을 인위적으로 교체해서 대응했다. 일본에서도 무로마치 시대까지 이런 조치가 행해졌다. 하지만 점차로 역법의 정확성을 유지하면서 복잡한 조작의 수고로움을 피하기 위해 이런 대사개력은 행하지 않게 되었다. 그럼에도 양력이 도입된 1873년(메이지 6년)까지 평년에는 130개, 윤년에는 300개 이상의 대소월 배치법이 존재해서, 1월부터 12월까지 대소월이 한 번씩 번갈아서 출현한 것은 음력을 사용한 1011년간 서기 888년 딱 한 번 밖에 없었다. 때문에 에도 시대 사람들은 이번 달이 대월인지 소월인지 잊지 않기 위해 상점 앞에 대소월을 표시하는 판을 매달거나, 대소월만 표기한 대소력(大小暦)을 만들어 사용하곤 했다.